# Love at First Sight
Love at First Sight är en danspoplåt med australiska sångerskan Kylie Minogue från hennes album Fever. Låten skrevs av Minogue, Richard Stannard, Julian Gallagher, Ash Howes och Martin Harrington, och producerades av Stannard och Gallagher. Låten släpptes som den tredje singeln från albumet Fever i sommaren 2002.

## Format och låtlista
Dessa är de format och låtlistor med stora gemensamma släpp av Love at First Sight.

### Brittiska CD 1
1. "Love at First Sight" – 3:59
2. "Can't Get Blue Monday Out Of My Head" – 4:03
3. "Baby" – 3:48
4. "Love at First Sight" (Video)

### Brittiska CD 2
1. "Love at First Sight" – 3:59
2. "Love at First Sight" (Ruff and Jam Club Mix) – 9:31
3. "Love at First Sight" (The Scumfrog's Vocal Edit) – 4:26

### Australiska CD
1. "Love at First Sight" – 3:59
2. "Can't Get Blue Monday out of My Head" – 4:03
3. "Baby" – 3:48
4. "Love at First Sight" (Ruff and Jam Club Mix) – 9:31
5. "Love at First Sight" (Twin Masterplan Mix) – 5:55
6. "Love at First Sight" (The Scumfrog's Vocal Edit) – 4:26